# South Northamptonshire
Il South Northamptonshire è un distretto del Northamptonshire, Inghilterra, Regno Unito, con sede a Towcester.
Il distretto fu creato con il Local Government Act 1972, il 1º aprile 1974 dalla fusione del municipal borough di Brackley con il distretto rurale di Brackley, il distretto rurale di Towcester e parte del distretto rurale di Northampton.

## Località e parrocchie
Le località del distretto includono:
- Abthorpe
- Adstone
- Ashton
- Aston le Walls
- Aynho
- Blakesley
- Blisworth
- Boddington
- Brackley
- Bradden
- Brafield-on-the-Green
- Bugbrooke
- Castle Ashby
- Chacombe
- Charlton
- Chipping Warden
- Cogenhoe
- Cold Higham
- Cosgrove
- Courteenhall
- Croughton
- Culworth
- Deanshanger
- Denton
- Easton Neston
- Edgcote
- Evenley
- Eydon
- Farthinghoe
- Gayton
- Grafton Regis
- Grange Park
- Greatworth
- Greens Norton
- Hackleton
- Harpole
- Hartwell
- Helmdon
- Hinton-in-the Hedges
- Kings Sutton
- Kislingbury
- Litchborough
- Little Houghton
- Maidford
- Marston St Lawrence
- Middleton Cheney
- Milton Malsor
- Moreton Pinkney
- Nether Heyford
- Newbottle
- Old Stratford
- Overthorpe
- Pattishall
- Paulerspury
- Potterspury
- Quinton
- Radstone
- Roade
- Rothersthorpe
- Shutlanger
- Silverstone
- Slapton
- Stoke Bruerne
- Sulgrave
- Syresham
- Thenford
- Thorpe Mandeville
- Tiffield
- Towcester
- Upper Heyford
- Wappenham
- Warkworth
- Weedon Lois
- Weston
- Whiston
- Whitfield
- Whittlebury
- Wicken
- Woodend
- Yardley Gobion
- Yardley Hastings

Le parrocchie del distretto sono:
- Abthorpe
- Adstone
- Ashton
- Aston le Walls
- Aynho
- Blakesley
- Blisworth
- Boddington
- Brackley (città)
- Bradden
- Brafield-on-the-Green
- Bugbrooke
- Castle Ashby
- Chacombe
- Chipping Warden
- Cogenhoe e Whiston
- Cold Higham
- Cosgrove
- Courteenhall
- Croughton
- Culworth
- Deanshanger
- Denton
- Easton Neston
- Edgcote
- Evenley

- Eydon
- Farthinghoe
- Gayton
- Grafton Regis
- Grange Park
- Greatworth
- Greens Norton
- Hackleton
- Harpole
- Hartwell
- Helmdon
- Hinton-in-the Hedges
- Kings Sutton
- Kislingbury
- Litchborough
- Little Houghton
- Maidford
- Marston St Lawrence
- Middleton Cheney
- Milton Malsor
- Moreton Pinkney
- Nether Heyford
- Newbottle e Charlton
- Old Stratford
- Overthorpe
- Pattishall

- Paulerspury
- Potterspury
- Quinton
- Radstone
- Roade
- Rothersthorpe
- Shutlanger
- Silverstone
- Slapton
- Stoke Bruerne
- Sulgrave
- Syresham
- Thenford
- Thorpe Mandeville
- Tiffield
- Towcester (città)
- Upper Heyford
- Wappenham
- Warkworth
- Weston e Weedon
- Whitfield
- Whittlebury
- Wicken
- Woodend
- Yardley Gobion
- Yardley Hastings